# Мигалина, Юрий Викентьевич
Юрий Викентьевич Мигалина (1939—2017) — советский и украинский учёный, доктор химических наук (1983), профессор (1984).
Автор более 140 научных работ, а также ряда патентов и изобретений.

## Биография
Родился 19 апреля 1939 года в Ужгороде, в настоящее время Закарпатской области Украины.
Окончив среднюю школу № 1 в Ужгороде, в 1956—1961 годах учился на химическом факультете Ужгородского государственного университета (в настоящее время Ужгородский национальный университет), после чего поступил в аспирантуру этого же вуза. В 1968 году защитил кандидатскую диссертацию, в 1982 году — докторскую диссертацию на тему «Реакции галогенидов четырёхвалентного селена и теллура с ненасыщенными соединениями и малыми циклами».
Продолжив работу в родном вузе после защиты кандидатской диссертации, с сентября 1968 года занимал должность доцента, в июне 1974 года перешел на должность заведующего кафедрой, с 1984 года — профессор. С января 1983 по август 1988 года являлся заведующим кафедрой органической химии; с октября 1986 по март 1988 года — декан химического факультета.
С февраля 1989 года Ю. В. Мигалина перешёл работать профессором в Хмельницкий технологический институт бытового обслуживания (в настоящее время Хмельницкий национальный университет), где с сентября 1989 года был заведующим кафедрой химии. После распада СССР, в 1995 году, Юрий Мигалина стал инициатором создания Мукачевского филиала Хмельницкого технологического института, на базе которого в 1997 году появился Мукачевский технологический институт, который был в 2008 году объединён с Мукачевским гуманитарно-педагогическим институтом, в результате чего был образован Мукачевский государственный университет. Юрий Мигалина был руководителем университета (директор, затем ректор) до конца свой жизни.
Ю. В. Мигалина подготовил шесть кандидатов наук. Занимался общественной деятельностью — с июля 2000 года являлся депутатом Закарпатского областного совета.
Был награждён орденом «За заслуги» III и II степеней, удостоен звания «Заслуженный деятель науки и техники Украины» (1999), а также знаками «Изобретатель СССР» и «Отличник образования Украины» (1998).
Умер 21 мая 2017 года в Ужгороде.